# خط آی‌ان‌دی راکاوی
خط آی‌ان‌دی راکاوی (انگلیسی: IND Rockaway Line) یکی از خط‌های متروی نیویورک سیتی در بخش کویینز است.
این خط که در سال ۱۹۵۶ تأسیس شده دارای ۱۴ ایستگاه است.

## نگارخانه

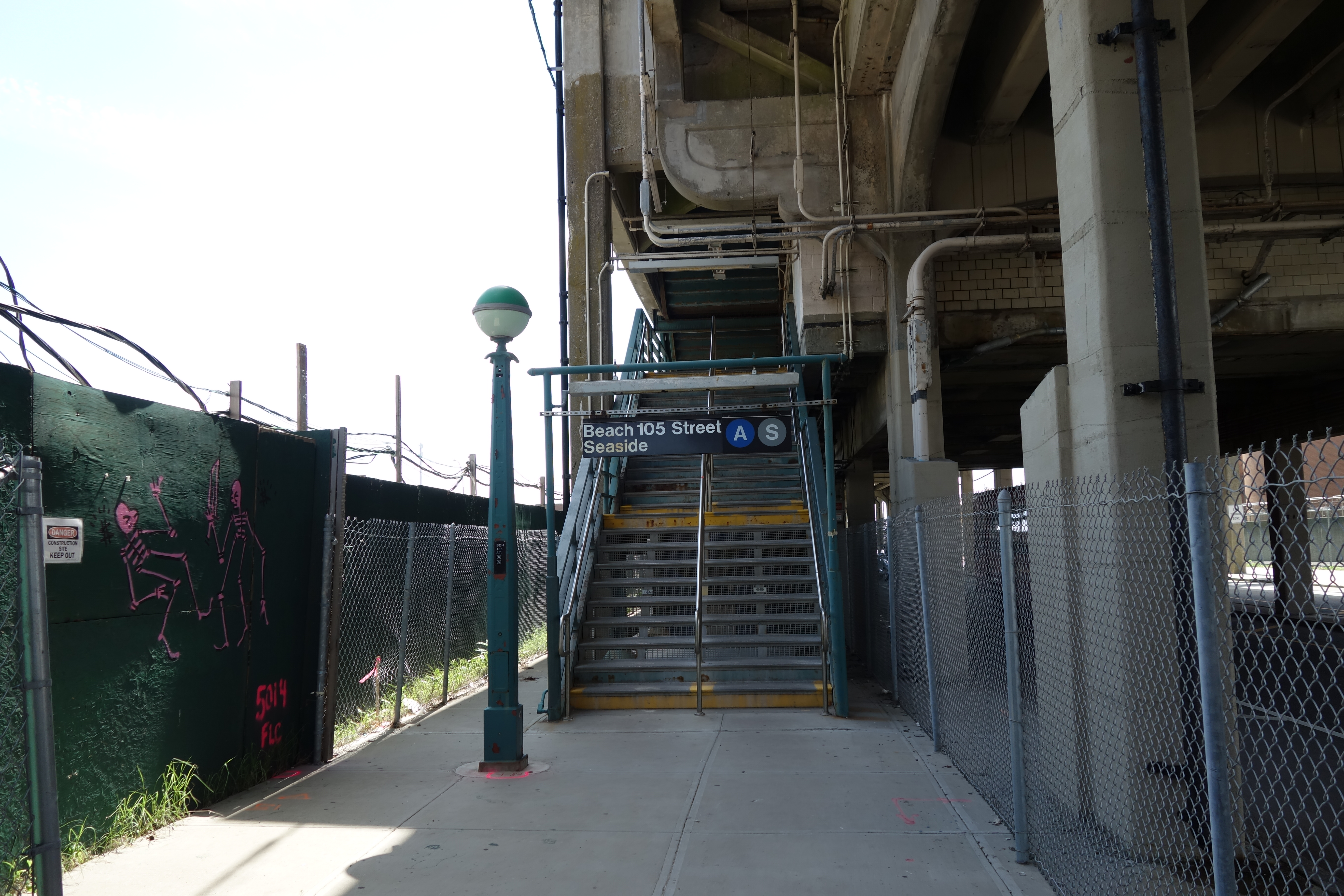
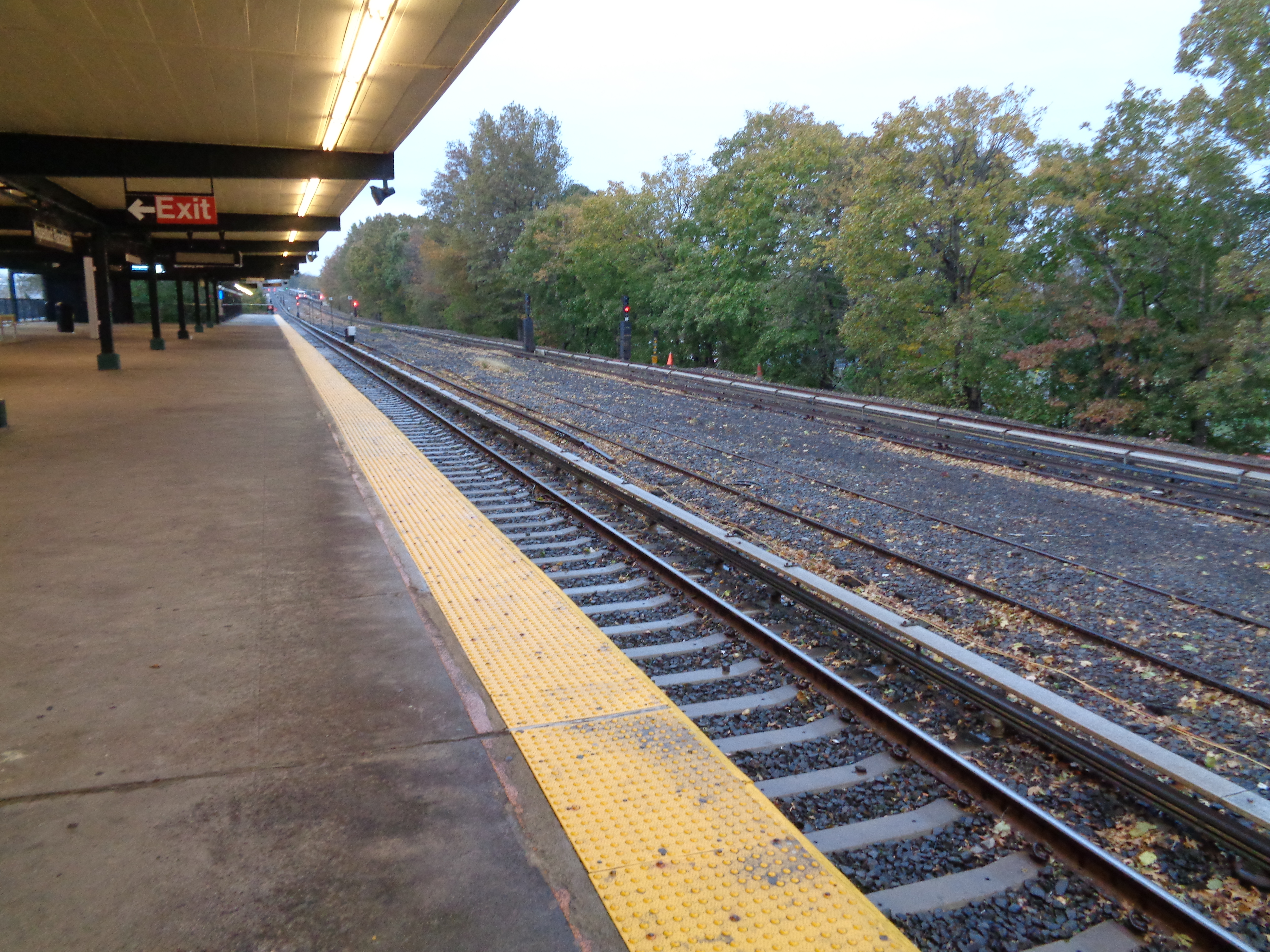
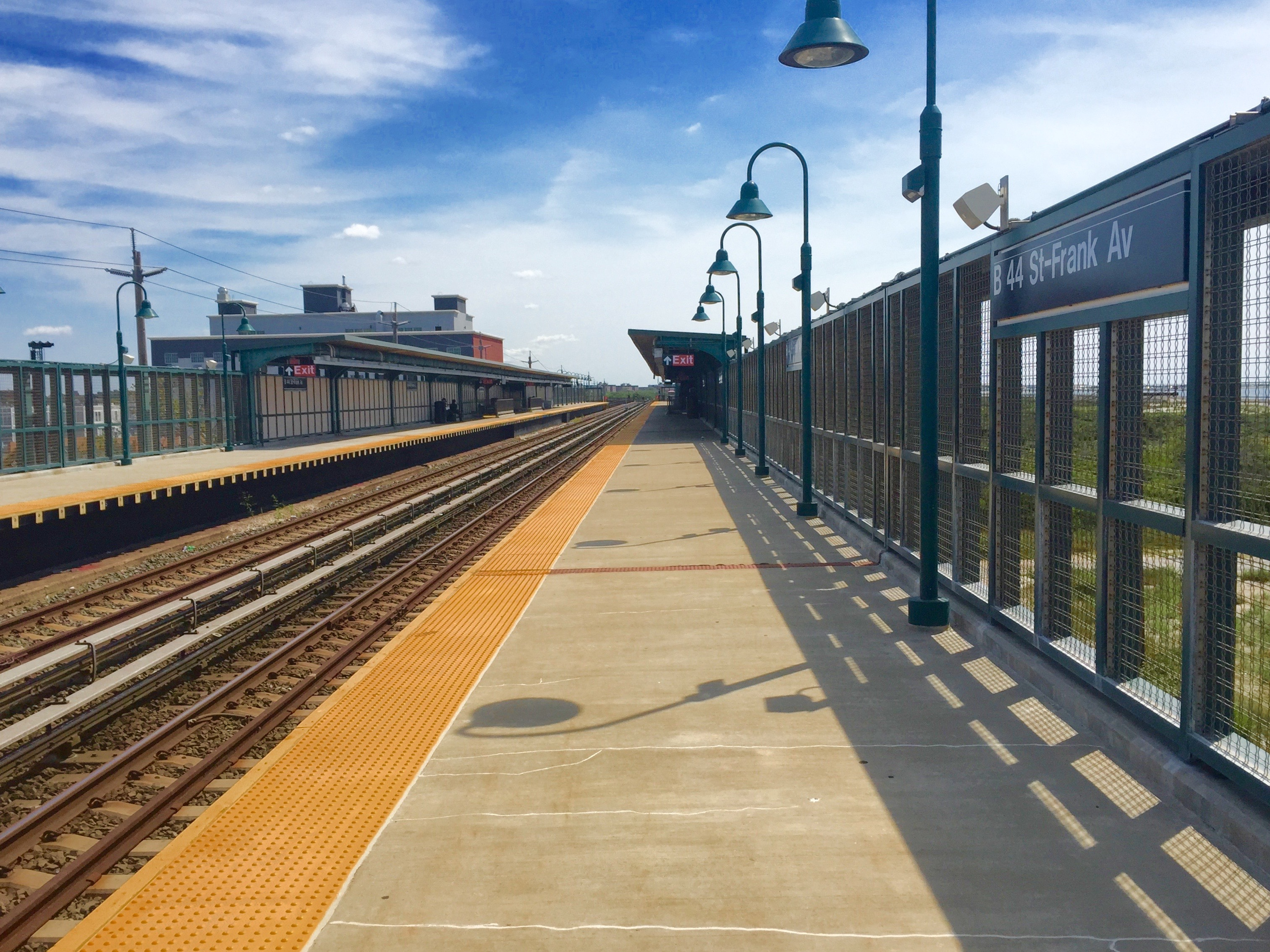
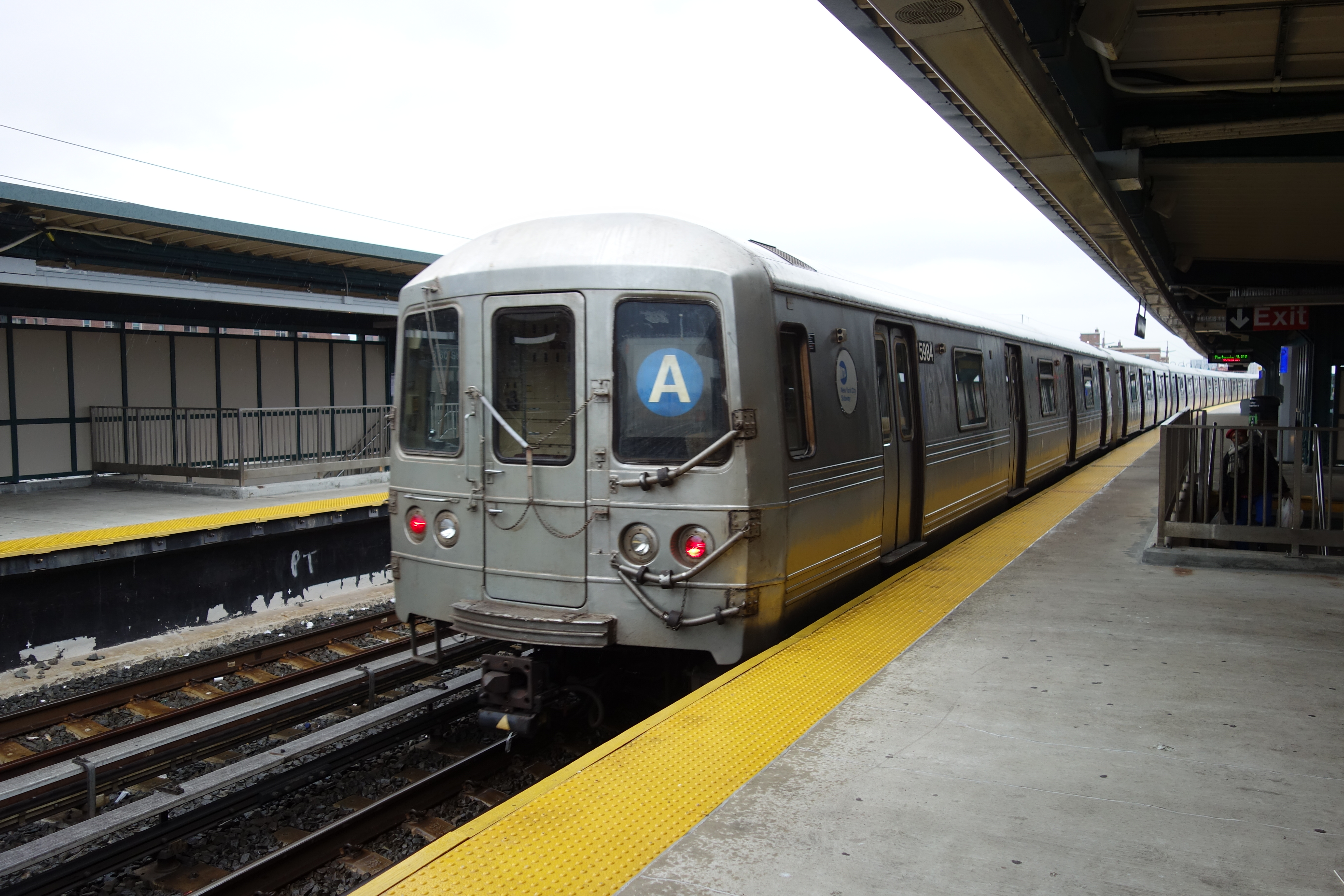

## توضیحات
1. ↑  Ridership from Aqueduct Racetrack to Far Rockaway. Does not include the Rockaway Park section
2. ↑  Ridership for Rockaway Park section only
3. ↑  Total ridership for entire line and both branches